# José Antonio Gay
José Antonio Gay Castañeda (Oaxaca de Juárez, 13 de junio de 1833 - Ciudad de México, 21 de septiembre de 1886), fue el principal historiador y religioso oaxaqueño. De padre francés y madre mexicana, fue hijo de don Juan Gay y doña Manuela Castañeda, miembros de una piadosa familia oaxaqueña.
Inició sus estudios en el Colegio de Infantes de la Catedral, y en 1849 ingresó en el Seminario Conciliar, y de este año al año de 1853, estudió humanidades, filosofía, matemáticas, física y astronomía.
En 1861 Benito Juárez destierra a los sacerdotes por lo que viaja a La Habana, Cuba para recibir sus órdenes sacerdotales. Al regresar a Oaxaca continua con sus estudios históricos que culmina en su obra más importante: Historia de Oaxaca.